# Ministério Público do Estado de Roraima
O Ministério Público do Estado de Roraima (MPRR) é a instância no Estado de Roraima do Ministério Público, que tem como objetivo defender os direitos dos cidadãos e os interesses da sociedade. 
Com a transformação do então Território Federal de Roraima em Estado Membro da Federação brasileira pela Constituição Federal de 1988, exigia-se a imediata implantação dos Poderes Executivo, Legislativo e Judiciário no âmbito do novo Estado, bem como do Ministério Público. 
Em Roraima, o Ministério Público é chefiado pelo Procurador-Geral de Justiça, escolhido pelo Governador do Estado dentre os integrantes de lista tríplice formada pelo voto de todos os Procuradores e Promotores de Justiça do Estado.
Os membros do Ministério Público possuem os mesmos direitos e prerrogativas dos magistrados, mas as carreiras são distintas, não havendo qualquer hierarquia entre os integrantes da Instituição e os membros da magistratura.
O perfil institucional do Ministério Público de Roraima tem matriz na Constituição Federal de 1988 (artigos 127-130) e desenvolvido na Constituição Estadual (artigos 87-100) e na Lei Complementar 003, de 07 de janeiro de 1994.
O Decreto Governamental nº 814, de 9 de agosto de 1991, nomeou o primeiro Procurador-Geral de Justiça, pro tempore, Justino Siqueira Tillmann, que ingressou no cargo com a missão de organizar o Ministério Público de Roraima e realizar o primeiro concurso de provas e títulos para o cargo de Promotor de Justiça Substituto do Estado.
A primeira sede do Ministério Público de Roraima localizava-se à época, no Fórum Advogado Sobral Pinto, em Boa Vista.
Em 5 de fevereiro de 1992, data considerada como um marco da definitiva instalação da Justiça no Estado,tomaram posse os primeiros Promotores de Justiça de Roraima.
Atualmente, a sede do MPRR  está localizada na Avenida Santos Dumont, nº 710, Bairro São Pedro, Boa Vista- RR.  Para mais informações acesse o site da instituição www.mprr.mp.br .